# Groven (Dithmarschen)
Groven település Németországban, Schleswig-Holstein tartományban. Lakosainak száma 80 fő (2023. december 31.).

## Népesség
A település népességének változása:
| Lakosok száma | 149  | 86   | 72   | 89   | 90   | 80   |
|               | 1975 | 2017 | 2019 | 2021 | 2022 | 2023 |